# بر لیک، شهرستان کالکاسکا، میشیگان
بر لیک (به انگلیسی: Bear Lake) یک منطقهٔ مسکونی در ایالات متحده آمریکا است که در میشیگان واقع شده‌است. بر لیک ۳۲۷ نفر جمعیت دارد و ۳۷۰٫۹۵ متر بالاتر از سطح دریا واقع شده‌است.